# Vinheta (fotografia)
Vinheta é um efeito visual fotográfico que ocorre na imagem produzida pelas lentes da câmera.

## Causas
Ocorre na imagem produzida pelas lentes da câmera quando estas "enxergam" mais do que deveriam. A borda mais externa do cilindro dentro do qual está montada a lente (local onde são rosqueados os filtros) passa a ser visível na imagem gerada. Como a imagem captada é retangular e não circular, aparece, nos seus 4 cantos, a sombra causada pela referida borda.

## Pós-fotográfica

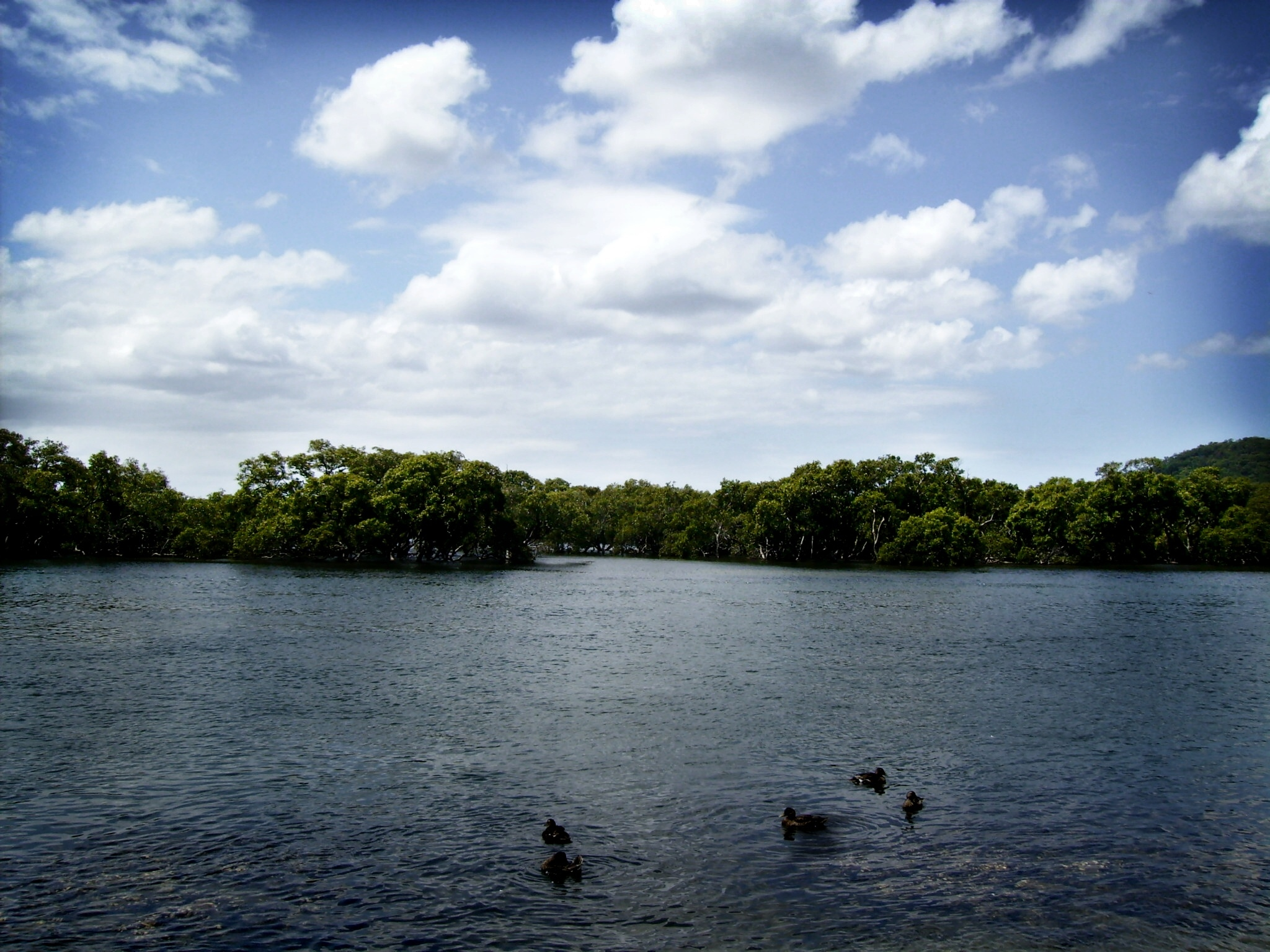
Vinheta adicionada em uma fotografia digital, através de um software de edição.

A vinheta passou a ser também uma técnica artística, utilizada por vários fotógrafos propositalmente, inclusive adicionanto um efeito similar na imagem, através da manipulação pós-fotográfica.